# Saskia Meulendijks
Francisca Petronella Gerarda Maria (Saskia) Meulendijks (Deurne, 8 augustus 1959) is een Nederlands beeldend kunstenaar, acteur, theatermaker en theaterdocent aan de Academie voor Theater en Dans.

## Levensloop
Meulendijks is geboren en getogen in het Noord-Brabantse Deurne, in de Peel. Ze studeerde scenologie, toneeldecor en kostuums aan de Akademie voor Beeldende Kunsten in Enschede, waar ze in 1985 afstudeerde. In haar tweede jaar, in 1981, had ze al een spraakmakende tentoonstelling met recensies in De Telegraaf en De Waarheid.
Na haar afstuderen in 1985 vestigt Meulendijks zich in Rotterdam. Ze richt daar de Stichting Bon Tempi op, waarmee ze de jaren erop enige theaterproducties realiseert, en andere ludieke acties. Zo presenteert ze in 1989 in een VPRO-radioprogramma op Radio 5 een zogenaamd klankschilderij onder de titel "Aan de oevers van de Rotte." In de doorloophal van het Station Rotterdam Centraal begint ze in vier vitrines een eigen expositieruimte voor een publiek van 70.000 dagelijkse passanten. In 1993 leidt een expositie met erotisch werk van Henri van Zanten aldaar tot enige ophef.
In de jaren negentig neemt Meulendijks een etalagebedrijf over, dat onder andere etalages verzorgt voor de boekhandel Donner en bij Diergaarde Blijdorp. In die tijd ontwerpt ze ook kleding voor CB Milton, en ontwerpt ook enige cd-hoesjes voor hem. Met het in 1989 opgerichte Studio La Meul ontwerpt ze tentoonstellingen voor onder ander het Historisch Museum in Rotterdam en het Tropenmuseum in Amsterdam. Aan het tweedefase-instituut DasArts, deel van de Amsterdamse Hogeschool voor de Kunsten, haalt ze in 2003 een master.
Na enige tijd in dienst te zijn geweest bij het Rijksmuseum richtte Meulendijks zich weer op theaterproducties, en speelt weer zelf mee. In 2015 begint ze als theaterdocent aan de Hofplein Rotterdam theaterschool. Met de jaren is ze ook tentoonstellingen blijven maken bij onder andere het Fries Museum in Leeuwarden, het Teylers Museum in Haarlem, en het Rijksmuseum Boerhaave in Leiden.     

## Werk

### Exposities, een selectie
- 1981. Je kleden is wat anders dan achter de mode aanhollen. galerie Marktzeventien, Enschede.[3]

### Theaterproducties, een selectie
- 1988. Reinaert de Vos, in Zocher's, Rotterdam.[5]
- 2000. Serendipity 9, Bonheur, Rotterdam.[9]
- 2010. Peptide, portretten van oma’s. Utrecht: Moreelsepark.[10][11]

### Tentoonstellingontwerp, een selectie
- 1992. 500 jaar tabakscultuur, Tropenmuseum Amsterdam. [12]
- 1994. Niet vies van vuilnis. Museum De Dubbelde Palmboom, Delfshaven.[13]
- 2007. Modepaleizen 1880-1960, Amsterdams Historisch Museum.[14]
- 2015. Breien is hot!, Het Fries Museum.[15]